# Saša Ilić
Saša Ilić - em sérvio, Саша Илић (Požarevac, 30 de dezembro de 1977) é um ex-futebolista profissional sérvio que atuava como meia-atacante. 
É o jogador recordista de partidas pelo FK Partizan, pelo qual totalizou 861 jogos pelo time principal. Também é o maior artilheiro do clube considerando-se jogos válidos apenas pela liga nacional, na qual acumulou dez títulos entre o campeonato sérvio e os extintos campeonatos servo-montenegrino e iugoslavo.

## Carreira
Ilić representou a Seleção Servo-Montenegrina de Futebol na Copa do Mundo de 2006. Foi inclusive dele o último gol da história dessa seleção, que representava um país que já não existia àquela altura. Foi o segundo dos europeus na derrota de 3-2 para a Costa do Marfim, no último jogo da primeira fase.